# Sharon Van Etten
Sharon Katharine Van Etten (Clinton, 26 febbraio 1981) è una cantautrice e attrice statunitense.
Le sue canzoni sono state descritte dal sito web musicale Pitchfork come dotate di «[...] qualche echo della tradizione folk ma in uno spazio in genere più personale ed introspettivo.» NPR Music afferma: «Le sue canzoni sono sincere senza essere eccessivamente profonde; la sua poesia è schietta ma non immediata, e la sua voce elegante è ammantata di toni stridenti e tristezza sufficienti a non farla risuonare troppo sicura o autentica.»

## Biografia
Nata e cresciuta nel New Jersey si trasferì nel Tennessee per frequentare la Middle Tennessee State University. Arricchita musicalmente rientrò nel New Jersey dove fu incoraggiata da Kyp Malone dei TV on the Radio a dedicarsi alla carriera musicale.

### Cantante
Il suo album di debutto, Because I Was In Love, è uscito nella primavera 2009. Ha poi suonato la chitarra in Coming Home, canzone scritta da Jeremy Joyce per il lungometraggio Woman's Prison.
Nell'agosto 2009 è apparsa in Hospice, album del gruppo indie rock The Antlers acclamato dalla critica, cantando in Thirteen. Nel gennaio 2010, è stata "artista in risalto" su Weathervane Music's Shaking Through Web Series.
Il 21 settembre 2010 è uscito il suo secondo album, Epic. Nel 2011 ha cantato anche come corista nella canzone Think You Can Wait dei The National, tratta dalla colonna sonora del film Win Win.
Il suo terzo album in studio, Tramp, esce nel febbraio 2012 per l'etichetta discografica Jagjaguwar. L'album è stato registrato durante diversi mesi di session nello studio garage di proprietà di Aaron Dessner dei The National. Dopo l'uscita dell'album, Sharon Van Etten s'imbarcherà in un tour che prenderà avvio da Filadelfia. L'album vede la presenza di alcuni ospiti di rilievo come Aaron Dessner, Bryce Dessner, Matt Barrick, Zach Condon, e Jenn Wasner.
Il 27 maggio 2014 esce il suo quarto album, Are We There, pubblicato dalla Jagjaguwar e prodotto dalla stessa artista insieme a Stewart Lerman. Il disco è stato per la maggior parte registrato agli Hobo Sound Studios di Weehawken, mentre le parti a pianoforte sono state registrate agli Electric Lady Studios di New York. Alle registrazioni hanno partecipato Zeke Hutchins, Doug Keith, Heather Woods Broderick, Dave Hartley, Adam Granduciel, Marisa Anderson, Stuart D. Bogie, Mickey Free, Mary Lattimore, Little Isidor, Jacob Morris, Mackenzie Scott, Jonathan Meiburg degli Shearwater, Jana Hunter dei Lower Dens e Peter Broderick, turnista degli Efterklang. L'album è stato accolto molto positivamente dalla critica: nel sito aggregatore di recensioni Metacritic, ha guadagnato una media di 86, basata su 36 recensioni.
Il 18 gennaio 2019 è stato rilasciato il suo quinto album, Remind Me Tomorrow, anch'esso pubblicato dalla Jagjaguwar. L'album è stato annunciato il 2 ottobre 2018, al momento del rilascio del primo singolo correlato, Comeback Kid. Altri tre pezzi contenuti nell'album sono stati rilasciati come singoli prima della sua uscita: Jupiter 4, Seventeen e You Shadow.

### Attrice
Nel 2016 Van Etten ha interpretato Rachel in entrambe le stagioni della serie originale Netflix The OA. È inoltre apparsa nel sesto episodio di Twin Peaks, trasmesso su Showtime. Ha inoltre interpretato la madre di Autumn nel film Mai raramente a volte sempre, diretto da Eliza Hittman.

## Discografia

### Album in studio
- 2009 – Because I Was in Love
- 2010 – Epic
- 2012 – Tramp
- 2014 – Are We There
- 2019 – Remind Me Tomorrow
- 2021 – Epic Ten
- 2022 – We've Been Going About This All Wrong

### EP
- 2005 – Untitled
- 2006 – Musical Valium
- 2006 – When the Rain Came
- 2006 – Wondering
- 2010 – Daytrotter Session
- 2014 – Spotify Session
- 2015 – I Don't Want to Let You Down
- 2015 – Deezer Session

### Singoli
- 2006 – Much More than That/Over Your Shoulder
- 2010 – Love More
- 2010 – One Day
- 2010 – I'm Giving Up on You
- 2011 – Like a Diamond (feat. Glass Ghost)
- 2011 – Serpents
- 2012 – Give Out
- 2012 – Magic Chords
- 2012 – Leonard
- 2012 – We Are Fine/Hotel 2 Tango
- 2014 – Nothing Will Change
- 2014 – Taking Chances
- 2014 – Every Time the Sun Comes Up
- 2014 – Our Love
- 2015 – I Don't Want to Let You Down
- 2015 – Just like Blood
- 2015 – Words
- 2016 – Not Myself
- 2017 – The End of the World
- 2017 – I Wish I Knew
- 2017 – Keep
- 2018 – Comeback Kid
- 2018 – Jupiter 4
- 2018 – Seventeen
- 2019 – You Shadow
- 2019 – Silent Night
- 2020 – Beaten Down
- 2020 – Staring at a Mountain
- 2020 – (What's So Funny 'Bout) Peace, Love and Understanding?
- 2020 – I Don't Want to Let You Down/All Over Again
- 2020 – Let Go
- 2020 – Silent Night/Blue Christmas
- 2021 – On Your Way Now
- 2021 – Let Go/Some Things Last a Long Time
- 2021 - Like I Used To (feat. Angel Olsen)
- 2021 – Femme Fatale
- 2022 – Porta
- 2022 – Used to it

## Filmografia parziale
- Mai raramente a volte sempre (Never Rarely Sometimes Always), regia di Eliza Hittman (2020)
- The OA (2016)